# Sjövik
Sjövik este o arie protejată (arie specială de conservare — SAC, sit de importanță comunitară — SCI, arie de protecție specială avifaunistică — SPA) din Suedia întinsă pe o suprafață de 39,7 ha, integral pe uscat.

## Localizare
Centrul sitului Sjövik este situat la coordonatele 57°56′34″N 15°20′22″E / 57.9429°N 15.3394°E.

## Înființare
Situl Sjövik a fost declarat arie de protecție specială avifaunistică în decembrie 1996 pentru a proteja 5 specii de animale. Alte tipuri de protecție:
- sit de importanță comunitară (în ianuarie 1997)
- arie specială de conservare (în martie 2011)[1][3][4]

## Biodiversitate
Situată în ecoregiunea boreală, aria protejată conține 1 habitat natural: Taiga vestică.
La baza desemnării sitului se află mai multe specii protejate de  păsări (5): minunița (Aegolius funereus), cocoșul de mesteacăn (Bonasa bonasia), ciocănitoare neagră (Dryocopus martius), ciuvică (Glaucidium passerinum),  cocoș de munte (Tetrao urogallus).